# Grace Meng
Grace Meng (Queens, New York, 1975. október 1. –) amerikai jogász, demokrata politikus, 2013 óta New York állam 6. választókerületének képviselője az Egyesült Államok törvényhozásának alsóházában.

## Életpályája
Meng 1975-ben született New York City-ben. Szülei, Shiao-Mei és Jimmy Meng kínai bevándorlók, akik Queens-ben fűrészcéget üzemeltettek. 1993-ban végezte el a gimnáziumot a Stuyvesant High School-ban, alapfokozatú diplomáját pedig 1997-ben szerezte meg az Ann Arbor városában található Michigani Egyetemen. Mivel kínait és történelmet tanult, megfordult a fejében, hogy a tanítás felé fordul, de végül a jog felé vette az irányt, és 2002-ben meg is szerezte jogi diplomáját a Yeshiva Egyetemen. Ezután közérdekkel foglalkozó ügyvédként kezdett dolgozni. Később, miután apja mandátumot nyert New York állam törvényhozásában, az ő irodájában dolgozott, apja politikai ügyeit vezette.
2008-ban indult New York állam törvényhozásának 22. választókerületének képviselőségéért, ellenfelét, Ellen Youngot fölényesen legyőzte, 16 ezer szavazatból 14 ezret szerzett meg. 2010-ben újraválasztották, senki nem indult ellene. Fő sikere a törvényhozásban a ma már sértőnek számító oriental (régebben az ázsiaiakra használták) kifejezés eltávolítása volt az állam hivatalos dokumentjeiből, hét törvénytervezetéből jog lett.
2012-ben indult el a szövetségi kongresszusi választásokon, és miután az előválasztást és az általános választást is megnyerte, ő lett New York állam 6. körzetének képviselője a kongresszus alsóházában. Azóta ötször választották újra.
Queensben él férjével, Wayne Kye-el és két fiával, Tylerrel és Brandonnal.

## Politikája
A Kongresszusban Meng tagja a Progresszív Kaukusznak. Kampánya szerint a képviselő többek közt támogatja nők jogainak megőrzését, a reproduktív jogokat, a szociális ellátásokat, a fegyverek szabályozását, a bevándorlás és az oktatás reformját, és a garantált egészségügyet.